# Väne-Åsaka
Väne-Åsaka – miejscowość (tätort) w Szwecji, w regionie administracyjnym (län) Västra Götaland, w gminie Trollhättan.
Według danych Szwedzkiego Urzędu Statystycznego liczba ludności wyniosła: 327 (31 grudnia 2015), 352 (31 grudnia 2018) i 374 (31 grudnia 2019).